# Begonia flaccidissima
Begonia flaccidissima là một loài thực vật có hoa trong họ Thu hải đường. Loài này được Kurz mô tả khoa học đầu tiên năm 1872.